# ريفارا
ريفارا هي كومونا (بلدية) في مدينة تورينو الحضرية في منطقة كانافيز في منطقة بيدمونت الإيطالية ، وتقع على بعد حوالي 40 كيلومتر (25 ميل) شمال تورينو .
وذُكِرت ريفارا لأول مرة في براءة اختراع موقعة من قبل الإمبراطور الروماني المقدس هنري الثاني في عام 1014.
يُظهر شعار النبالة لـريفارا أحد عشر تلًا ومذنبًا مصحوبًا بالشعار اللاتيني salubrior hisce montibus aer، الإشارة إلى الهواء الجبلي الصحي نسبةً إلى موقع التلال في القرية.

## المعالم السياحية الرئيسية
يوجد في القرية قلعتان ، القلعة القديمة والقلعة الجديدة، و يعود تاريخ القلعة القديمة إلى العصور الوسطى ، وهي تنتمي إلى Counts of Valperga (سلالة عائلية تنسب لها القلاع). وتحتوي برجين ، أحدهما مسقوف ويتميز بالعديد من النوافذ القوطية المبنية من الطوب.
وخضعت القلعة الجديدة للكثير من أعمال التجديد على مر القرون حتى عام 1796 ، بعدما أزيل منزل كونتات فالبيرجا ريفارا. حوَّل الجناح الجديد الذي أُضيف في عام 1835 إلى مبنى مستطيل الشكل ببرج في موقع مركزي. واكتسبت القلعة مظهرها الحالي عندما قام المهندس المعماري ألفريدو داندريد بتعديل واجهتها.